# Шнайдер, Вилли (певец)
Вилли Шнайдер (нем. Willy Schneider; 5 сентября 1905, Кёльн — 12 января 1989, там же) — немецкий певец, исполнитель народных мелодий и эстрадной музыки, бас-баритон.

## Жизнь
Вилли Шнайдер родился в семье Йозефа и Берты Шнайдер в Кёльн-Эренфельде. После окончания народной и средней школы с 1921 г. он стал помощником в мясной лавке родителей. Когда в 1927 году отец умер, взял в свои руки управление магазином. С 1928 года обучался в Практической школе мясников в Кёльне, где 28 февраля 1929 г. сдал дипломный экзамен по изготовлению деликатесных мясных и колбасных изделий на «отлично».
Первый опыт в качестве певца приобрёл в церковном хоре. 24 января 1930 года в качестве басиста, в числе 354 претендентов принял участие в студийной записи камерного хора Кёльнской радиостудии, и участвовал в этом хоре до 1937. Позднее обучался у кёльнских канторов Германа Флейшмана и Клеменса Глеттенберга и в дополнение к басу приобрёл также диапазон баритон. С конца 1934 г. до конца 1939 г. был постоянным гостем на кёльнском радиошоу Счастливый субботний полдень. К тому времени приобрёл такую популярность, что вышедшая в 1935 году его первая пластинка «Ласточкина песня» была продана почти в 300.000 экземплярах . За ней последовал сингл «Могила на пустоши» (1935). По случаю аншлюса Австрии исполнил песню «Голубой Дунай, зелёный Рейн» (1938). После этого также исполнял солдатские песни, такие, как «Храбрая маленькая солдатская жена» и «О чём же ещё может мечтать вояка» (звучит в телефильме «Семнадцать мгновений весны», 7 серия, день рождения Барбары).
Как во время войны, так и в послевоенное время Шнайдер с возрастающим успехом исполнял народные песни и эстрадные шлягеры. Также исполнял мелодии для оперетты, например, в сотрудничестве с дирижёром Францем Маршалеком.
18 ноября 1947 года Шнайдер женился на Ханни Осслендер (1915—1996) родом из Кёльна.
К концу его карьеры в мире было продано 18 миллионов экземпляров виниловых пластинок с его записями.
Снялся во многих фильмах, таких, как Между вчера и завтра (1947), Когда вечером вереск мечтает (1952) и Южные ночи (1953). В фильме Вишня в соседском саду (1956) исполнил песню «Анка-Марианка».
Умер в январе 1989 г. и похоронен на кладбище в Кёльн-Юнкерсдорфе.

## Награды
- Медаль имени Германа Лёнса
- Медаль имени Вилли Остерманна
- 1973: крест «за заслуги» 1 класса Федеративной Республики Германии[5]
- 1975: премия немецкой винной культуры